# Naima El Bezaz
Naima El Bezaz (Meknes, Marokko, 3 maart 1974 – Alphen aan den Rijn, 7 augustus 2020) was een Marokkaans-Nederlands schrijfster. 

## Biografie
In 1978 emigreerde El Bezaz vanuit Marokko naar Alphen aan den Rijn. Haar vader was het gezin voorgegaan, en werkte al in een fabriek. Als volwassene woonde ze in een Vinexwijk in Zaandam.
El Bezaz heeft altijd belangstelling voor taal en schrijven gehad. Na de middelbare school ging ze studeren aan de Universiteit Leiden, maar het schrijverschap trok haar. Tijdens een lezing kwam ze in aanraking met schrijfster Yvonne Kroonenberg die haar introduceerde bij Uitgeverij Contact. In 1995, op haar eenentwintigste, verscheen haar succesvolle debuutroman De weg naar het noorden. Het boek werd bekroond met de Jenny Smelik-IBBY-prijs 1996.
Haar tweede boek, Minnares van de duivel verscheen in 2002 en bevatte expliciete erotische passages. Naar aanleiding van dit boek werden er bedreigingen op internet geplaatst.
Door alle ophef raakte El Bezaz in een diepe depressie, waar ze over schreef in haar derde boek, De verstotene (2006). In 2007 besloot zij een tijdlang de publiciteit te mijden vanwege de bedreigingen. Ook het vierde boek van El Bezaz, Het gelukssyndroom (2008), gaat over een jonge Marokkaanse vrouw met een depressie.
In het boek De derde feministische golf (2006) van de Vlaamse politiek filosoof Dirk Verhofstadt is El Bezaz een van de zes vrouwen die aan bod komen, naast Yasmine Allas, Ayaan Hirsi Ali, Irshad Manji, Nahed Selim en Naema Tahir.
In het televisieprogramma EenVandaag sprak El Bezaz op 27 augustus 2008 over haar depressie. In de zomer van 2011, toen het net beter met haar ging, viel ze thuis van de trap en brak ze haar nek, waar ze van herstelde, maar wel nog minimaal een jaar veel pijn aan had.
Juist in deze periode boekte ze haar grootste verkoopsucces, met Vinexvrouwen (2010), over haar pogingen te wennen aan het burgerlijke leven in een nieuwbouwwijk, waar veel buurtbewoners ook ongelukkig zijn.
El Bezaz overleed in augustus 2020 door zelfdoding. Ze was getrouwd en had twee dochters.